# Воробьёв, Михаил Сергеевич (хоккеист)
Михаил Сергеевич Воробьёв (род. 5 января 1997, Уфа, Башкортостан, Россия) — российский хоккеист, центральный нападающий клуба КХЛ СКА.

## Биография
Воспитанник уфимского «Салавата Юлаева». Начал карьеру в 2013 году в составе уфимского клуба Молодёжной хоккейной лиги «Толпар». В 2014 году на драфте КХЛ был выбран в 1 раунде под общим 24 номером «Салаватом Юлаевым». В своём дебютном сезоне с «Толпаром» провёл на площадке всего 4 матча, набрав 3 (0+3) очка.
22 октября 2015 году в выездном матче против рижского «Динамо» дебютировал в КХЛ в составе «Салавата Юлаева». 5 декабря в игре с «Сочи» забросил свою первую шайбу в КХЛ.
В том же году на драфте НХЛ Воробьёв был выбран в 4 раунде под общим 104 номером клубом «Филадельфия Флайерз». 27 апреля 2017 года подписал стандартный контракт новичка с «Филадельфией».
В 2022 году проходил по уголовному делу о покупке военного билета. Как установил суд, Воробьёв через знакомого передал 200 тысяч рублей сотруднику военкомата в Уфе, чтобы тот помог зачислить хоккеиста в запас. Воробьёва признали виновным и назначили штраф 2 миллиона рублей.